# Les Essards (Charente-Maritime)
Les Essards ist eine westfranzösische Gemeinde mit 733 Einwohnern (Stand 1. Januar 2022) im Département Charente-Maritime in der Region Nouvelle-Aquitaine. Die Bewohner werden Essartais und Essartaises genannt.

## Lage
Les Essards liegt in einer Höhe von etwa 45 Metern ü. d. M. in der historischen Kulturlandschaft der Saintonge etwa 12,5 Kilometer (Fahrtstrecke) nordwestlich von Saintes bzw. 32 Kilometer südöstlich von Rochefort.

## Bevölkerungsentwicklung
| Jahr      | 1962 | 1968 | 1975 | 1982 | 1990 | 1999 | 2006 | 2016 |
| Einwohner | 463  | 430  | 390  | 412  | 445  | 484  | 555  | 704  |

Im 19. Jahrhundert hatte der Ort stets zwischen 600 und 720 Einwohner. Die Reblauskrise und die Mechanisierung der Landwirtschaft führten zu einem Bevölkerungsrückgang, der in den letzten Jahrzehnten wegen der Nähe zu den Großstädten Saintes und Rochefort und den vergleichsweise niedrigen Mieten und Grundstückspreisen in Les Essards gestoppt werden konnte.

## Wirtschaft
Über Jahrhunderte spielte die Landwirtschaft zum Zweck der Selbstversorgung der Bevölkerung die größte Rolle im Wirtschaftsleben der Gemeinde. Doch wurde in Gegend schon seit der Römerzeit auch Wein angebaut, der seit der frühen Neuzeit destilliert und nach Nordeuropa (v. a. nach England) exportiert wurde. Les Essards gehört zu den Bois ordinaires et communs des Weinbaugebietes Cognac, doch werden die meisten Trauben wegen dea Absatzrückganges von Cognac-Weinbränden zu Wein und Pineau des Charentes verarbeitet.

## Sehenswürdigkeiten
- Die romanische Pfarrkirche Saint-Nicolas ist ein schlichter Bau des 12. Jahrhunderts. Die Westfassade ist – wie in der Saintonge üblich – in drei Ebenen unterteilt: Die untere Ebene ist dem schmucklosen Archivoltenportal und zwei seitlichen Blendportalen vorbehalten, die durch vier Halbsäulenvorlagen voneinander getrennt sind, so dass sich optisch ein Triumphbogenschema ergibt. Die mittlere Ebene war ehemals durch fünf Halbsäulen in vier nahezu quadratische Felder geteilt; sie schließt nach oben ab mit einem Konsolenfries. Die Seiten der Langhauswände und des mit einem Rundfenster versehenen, aber ansonsten dekorlosen Giebelfelds wurden später erhöht, so dass im Innern ein Gewölbe eingezogen werden konnte. Nach Zerstörungen im Hundertjährigen Krieg (1337–1453) wurden im 15. Jahrhundert auf der Südseite ein Turm sowie mehrere Kapellen angebaut; im Innern wurden Vierung und Chorbereich erneuert und die flache Apsis erhielt ein spätgotisches Fenster.